# A Medio Vivir
A Medio Vivir är ett studioalbum av den puertoricanska sångaren Ricky Martin. Det gavs ut den 19 september 1995 och innehåller 12 låtar.

## Låtlista
| Nr  | Titel                         | Längd |
| --- | ----------------------------- | ----- |
| 1.  | Fuego de Noche, Nieve de Día  | 5:30  |
| 2.  | A Medio Vivir                 | 4:42  |
| 3.  | María                         | 4:23  |
| 4.  | Te Extraño, Te Olvido, Te Amo | 4:41  |
| 5.  | Dónde Estarás                 | 3:52  |
| 6.  | Volverás                      | 4:52  |
| 7.  | Revolución                    | 3:50  |
| 8.  | Somos la Semilla              | 3:56  |
| 9.  | Cómo Decirte Adiós            | 3:00  |
| 10. | Bombón de Azúcar              | 4:58  |
| 11. | Corazón                       | 4:20  |
| 12. | Nada es Imposible             | 4:22  |

## Listplaceringar
| Lista               | Topplacering |
| ------------------- | ------------ |
| Belgien (Flandern)  | 35           |
| Belgien (Vallonien) | 10           |
| Finland             | 10           |
| Frankrike           | 8            |
| Nederländerna       | 27           |
| Schweiz             | 12           |
| Sverige             | 51           |
| Österrike           | 22           |